# José Germain (écrivain)
Pour les articles homonymes, voir Germain et José Germain.
José Germain est un écrivain français né le 8 avril 1884 à Paris 11e et mort le 4 mars 1964 à Neuilly-sur-Seine.

## Biographie

### Jeunesse et études
De son vrai nom Germain Joseph Drouilly, il naît le 8 avril 1884 dans le 11e arrondissement de Paris de Charles-Alexandre Drouilly, représentant de commerce, et Eugénie Charlotte Graindorge.

### Carrière
Dreyfusard militant, il fonde l’Association des écrivains combattants juste après la Première Guerre mondiale. Il écrit en 1934 dans le journal de la LICA qu'il ne nourrissait qu'une haine : la « haine de la haine ».
À la veille de la Seconde Guerre mondiale, il fait état à plusieurs reprises de la nécessité pour la France de s'allier au Royaume-Uni et à l'Italie contre la menace allemande.
Le 14 octobre 1939, il est à bord du paquebot Bretagne torpillé par un sous-marin allemand.
Après l'armistice, il devient un fervent admirateur du maréchal Pétain. Il milite au Groupe Collaboration et glorifie Pierre Laval qu'il soutient après son éviction en décembre 1940.
Ses engagements lui valent d'être incarcéré à la prison de Fresnes d'octobre 1944 à juillet 1946. Jugé le 9 juillet 1947 par la cour de justice de la Seine, il estt acquitté. Il raconte sa vie assez agitée (enterré vivant, sautant d’une maison en flammes, passager d’un bateau torpillé…) dans son ouvrage Mes catastrophes. Conférencier, il est aussi directeur de la collection « La Grande Légende de la mer » aux éditions La Renaissance du livre.
Ami du neuropsychiatre et conférencier Paul Voivenel, il a été vice-président de l'Union des intellectuels indépendants.
Il meurt le 4 mars 1964 à Neuilly-sur-Seine, à l'âge de 79 ans.

### Vie privée
Le 25 août 1919 à Saint-Pierre-le-Moûtier (Nièvre), il  épouse Charlotte Rose Lucie Ratheau, veuve de guerre d’Albert Pierrain. De ce mariage naissent deux filles, dont l’une fut portraiturée enfant par le peintre d'origine autrichienne Eugen de Blaas (1843-1931)[réf. nécessaire].

## Œuvres
Plus de 200 notices sur la base Opale de la Bibliothèque nationale de France, certaines sous le nom de (Jean-)Germain Drouilly, d'autres sous celui de Lieutenant D., parmi lesquelles :
- À bas les calottes, Paris, A. Lesot, 1911.
- Notre guerre, Paris, Renaissance du livre, 1918.
- Notre France en guerre, Paris, Hachette, 1919.
- Nos marins en guerre, Paris, Berger-Levrault, 1919.
- Rosa Berghem, Paris, Albin Michel, 1921.
- Danseront-elles ? Enquête sur les danses modernes, Paris, Povolozki, 1921.
- Un fils de France, Paris, Plon, 1922.
- Le Général Laperrine, grand saharien, Paris, Plon, 1922.
- Le Sosie, Paris, Albin Michel, 1922.
- Pour Genièvre, Paris, Ferenczi, 1923.
- La Seconde Jeunesse, Paris, Ed. du Monde Nouveau, 1924.
- Le Nouveau Monde français, Paris, Plon, 1924.
- Le Roi des rosiers, Paris, Ferenczi, 1925.
- Oh! Qu'elle était belle (sous l'Empire), Paris, Les pamphlets du Capitole, 1926.
- L'Étreinte des races, Paris, Baudinière, 1928.
- Le Syndicalisme de l'intelligence, Paris, Librairie Valois, 1928.
- La Touchante histoire de Geneviève de Brabant, Elbeuf, 1928 (Coll. L'Adolescence catholique), rééd. Nelson, 1936.
- Femme, Paris, Baudinière, 1929.
- La Danse de folie, Paris, Ed. Cosmopolites, 1930.
- Une heure de musique avec les chansons de guerre, Paris, Ed. Cosmopolites, 1930.
- Les Yeux de l'âme, Monaco, Société de Conférences, 1930.
- Bretagne en France et l'union de 1532, Paris, Tallandier, 1931.
- La Cormorandière, Ed. des Portiques, 1932.
- Minuit. Histoire de vingt-sept nuits, illustré par Henry Gazan, Tallandier, 1932.
- L'Amour mathématique, Paris, Tallandier, 1932.
- Ma Poupette chérie, Paris, Ferenczi, 1933.
- Seule parmi les hommes, Paris, Tallandier, 1933.
- Les Enfants perdus, Paris, Albin Michel, 1936.
- Le Roman d'Anet ou les Amours de Diane de Poitiers, Paris, Les Éditions nationales, 1936.
- La Ville sous les bombes (anticipation introduisant le guide Face au péril aéro-chimique de Paul Bruère et Georges Vouloir), préface de Mme le maréchal Joffre, Paris, éditions Médicis, 1936
- Trésor des héros, Paris, Spes, 1937.
- Héros d'un jour, Paris, Spes, 1939.
- Notre chef Pétain, préface d'Abel Bonnard, Paris, Technique du livre, 1941.
- Héros de France, Paris, Éditions de France, 1942.
- Mes catastrophes, Paris, La Couronne littéraire, 1948, dédicacé au général René Chambe.
- La Première Leçon d'amour, Paris, La Couronne littéraire, 1948.
- Sappho de Lesbos, Paris, Deux rives, 1954.
- Richemont, compagnon de Jeanne d'Arc, Paris, Pierre Amiot, 1957.
- Le Théâtre des familles, Paris, Albin Michel, 1961.
- L'Amour aux étapes, Paris, Renaissance du Livre, s.d.
- La Flotte rouge, Paris, Baudinière, s.d.

## Distinctions
- 1919 : prix Montyon pour Notre guerre
- 1921 : prix Montyon pour Les Chefs-d’œuvre de la propagande allemande
- 1922 : prix Montyon pour Pour l’amour de Geneviève
- 1929 : prix Jules-Davaine pour L’Étreinte des races
- 1937 : prix d'Académie pour Les Enfants perdus
- 1941 : prix Lange pour Notre chef Pétain

## Hommages
Son buste est exécuté par le sculpteur Gaston Broquet et exposé au musée du Luxembourg.